# Kosjerić (pueblo)
Kosjerić es un pueblo ubicado en la municipalidad de Kosjerić, en el distrito de Zlatibor, Serbia.

## Superficie
Posee una superficie de 17,16 kilómetros cuadrados.

## Demografía
Hasta 2011 la población era de 898 habitantes, con una densidad de población de 52,34 habitantes por kilómetro cuadrado.